# 弗拉希姆
弗拉希姆是捷克的城鎮，位於該國中部，距離貝內紹夫17公里，由中波希米亞州負責管轄，面積41.43平方公里，海拔高度365米，該地區自公元前三萬年有人類居住，2012年人口11,956。

## 外部連結
- Municipal website (in Czech) （页面存档备份，存于）

49°42′N 14°54′E / 49.700°N 14.900°E